# Puente de Almaraz
El puente de Almaraz, también de Albalat, es un puente sobre el río Tajo, ubicado en la provincia española de Cáceres.

## Descripción

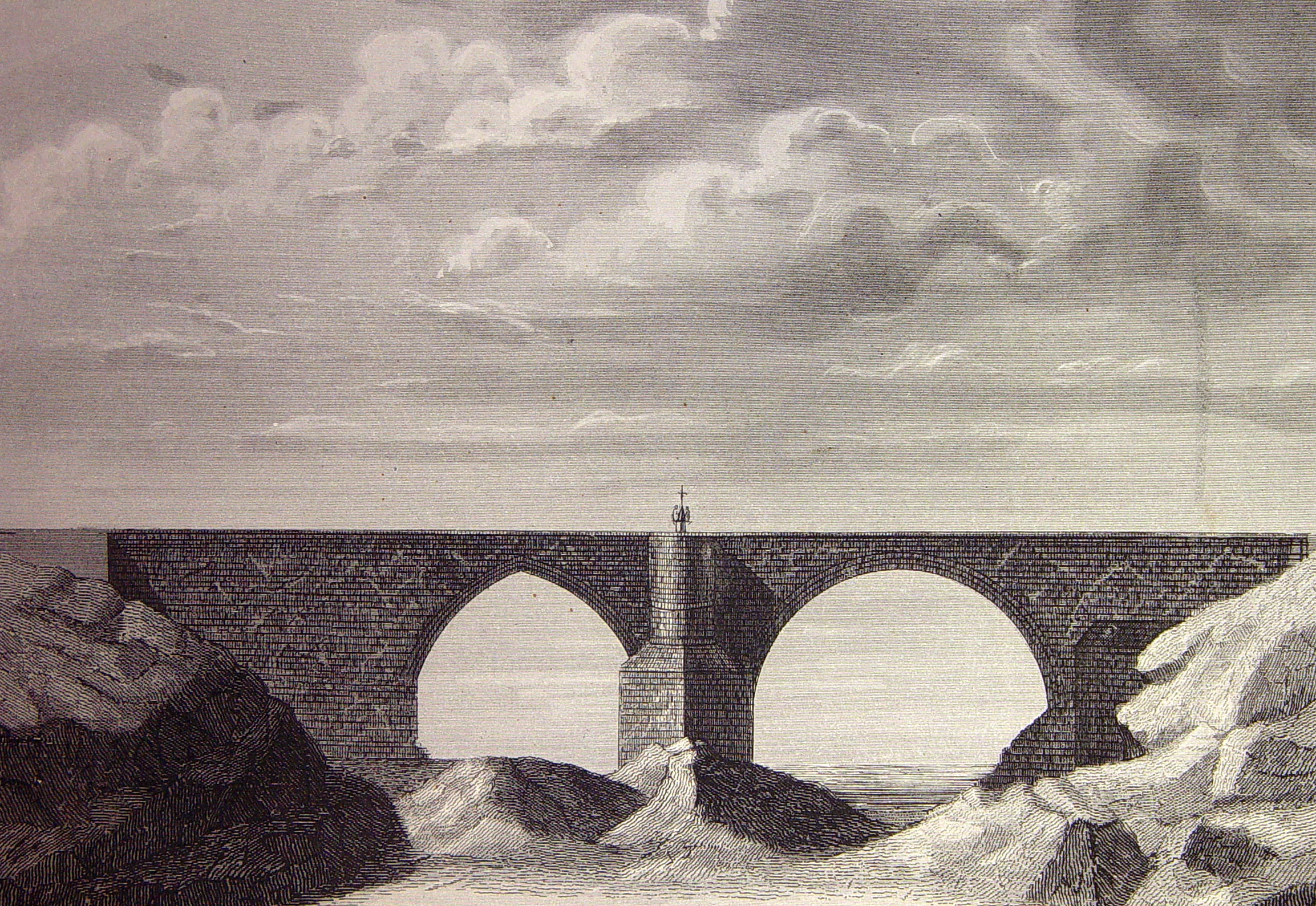
Grabado del s.

El puente cruza el río Tajo, en el interior de la península ibérica. Se encuentra situado en el término municipal español de Romangordo, perteneciente a la provincia de Cáceres, en Extremadura. También se le ha conocido como «puente de Albalat».
Se comenzó a construir a finales del siglo XV y su erección se completaría en el XVI. Cuenta con dos ojos, desiguales. Fue destruido en enero de 1809 durante la Guerra de la Independencia Española y no sería restaurado hasta 1845.